# Сулейман Набулсі
Сулейман Набулсі (араб. سليمان النابلسي; 1908 — 14 червня 1976) — йорданський політик, голова уряду Йорданії від жовтня 1956 до квітня 1957 року.

## Життєпис
Закінчив Американський університет у Бейруті, здобувши юридичну освіту. Впродовж деякого часу працював учителем в Ель-Караку, втім був звільнений британською владою через панарабські погляди. Після створення незалежного королівства Йорданії обіймав посади міністра фінансів та економіки.
1953 року обійняв посаду посла Йорданії в Лондоні, втім наступного року король відкликав його на батьківщину через яскраво виражені антисемітські погляди посла. У Йорданії він заснував Національну соціалістичну партію, що утворила альянс із партією Баас та Йорданською комуністичною партією.
1956 року очолив уряд. Першим, що він зробив на цій посаді, було об'єднання Арабського легіону з Національною гвардією.